# Ланзен-Шёнау
Ланзен-Шёнау (нем. Lansen-Schönau) — община в Германии, в земле Мекленбург-Передняя Померания.
Входит в состав района Мюриц. Подчиняется управлению Зееландшафт Варен. Население составляет 459 человек (на 31 декабря 2010 года). Занимает площадь 19,81 км².